# Cantonul Beauvais-Sud-Ouest
Cantonul Beauvais-Sud-Ouest este un canton din arondismentul Beauvais, departamentul Oise, regiunea Picardia, Franța.

## Comune
| Comune               | Populație (1999) | Cod poștal | Cod INSEE |
| -------------------- | ---------------- | ---------- | --------- |
| Allonne              | 1 258            | 60000      | 60009     |
| Beauvais             | 55 392 (1)       | 60000      | 60057     |
| Goincourt            | 1 279            | 60000      | 60277     |
| Saint-Martin-le-Nœud | 940              | 60000      | 60586     |
| Aux-Marais           | 682              | 60000      | 60703     |